# آبشار شاه جورج ششم
آبشار شاه جورج ششم (به لاتین: King George VI Falls) یک آبشار در گویان است که در کویونی-مازارونی واقع شده‌است.